# 国营中洲农场
国营中洲农场是中华人民共和国湖北省孝感市汉川市下辖的一个类似乡级单位。

## 行政区划
国营中洲农场下辖以下行政区单位：
松林社区、税务口社区、瑞丰大队、赤壁大队、杨林湖大队、梅角大队、中柱大队和双福大队。